# 西奥多·罗斯伯里
西奥多·罗斯伯里（英語：Theodor Rosebury，1904年8月10日—1976年11月25日），英国出生的美国細菌學家，主要研究领域为口腔微生物学，被誉为“现代口腔微生物学之祖父”。主要作品有《和平或瘟疫》（Peace or Pestilence? Biological Warfare and How to Avoid It，1949）、《人类固有的微生物》（Microorganisms Indigenous to Man，1962）等。